# Pande (Sprache)
Pande (auch Ipande) ist eine Bantusprache und wird von circa 9700 Menschen in der Zentralafrikanischen Republik gesprochen. 
Sie ist in der Präfektur Mambéré-Kadéï und der Wirtschaftspräfektur Sangha-Mbaéré verbreitet.

## Klassifikation
Pande bildet mit den Sprachen Bomitaba, Bongili, Dibole, Mbati und Ngundi die Ngundi-Gruppe. Nach der Einteilung von Malcolm Guthrie gehört Pande zur Guthrie-Zone C20.
Pande hat die Dialekte Ndjeli, Njeli, Linyeli, Linzeli, Ngili und Bogongo (auch Bugongo und Bukongo).